# Malinalco
Malinalco è una città situata nella parte sud-occidentale dello stato del Messico. Malinalco si trova a circa 65 chilometri dalla città di Toluca.. Questa città è famosa per le tradizioni culturali, per le meraviglie naturali e il sito archeologico. Il termine "Malinalco" deriva dal nahuatl Malinalli (luogo in cui veniva adorato il fiore zacari). Malinalco fu ufficialmente fondata nel XII secolo, prendendo il nome da Malinalxochitl, sorella di Huitzilopochtli, il più importante dio dei Mexica.
Malinalco, peace que conserva tuttora tipici tratti coloniali ed indigeni, al punto da essere inserita nel programma Pueblos Mágicos. Malinalco è una piccola città di bella architettura coloniale; la sua archeologia, le vecchie case e il clima tropicale hanno portato fama alla città come un centro turustico di fine di settimana e adatto per eventi sociali.

## Geografia fisica
Il villaggio confina a nord con Joquicingo, a sud con Jalmolonga, ad est con Chalma e ad ovest con Tenería, comune di Tenancingo.
Si trova ad un'altitudine di 1250 m s.l.m.; il suo clima è umido con abbondanti piogge tutti il anno.
È attraversato dal Fiume Malinalco che nasce nel municipio di Tenango del Valle in Nevado de Toluca e si unisce col Fiume Chalma.

## Storia
Sia in età precolombiana che in tempi moderni, Malinalco si trova sulla strada principale che collega l'antica Tenochtitlán (oggi Città del Messico), principale centro Mexica, ad Acapulco. Le sue origini non sono ben documentate, ma la sua reputazione di luogo magico di streghe e maghi è vecchia di secoli. La città fu conquistata da Axayacatl nel 1476, che vi costruì un santuario ed un forte per i militari. Questo complesso, oggi noto come Cerro de los Idolos, è unico nelle Americhe. I beni dei tributi venivano trasportati lungo questa strada sulle spalle dei tamemes (portatori) delle popolazioni soggiogate ai Mexica fino a Tenochtitlán.

## Turismo

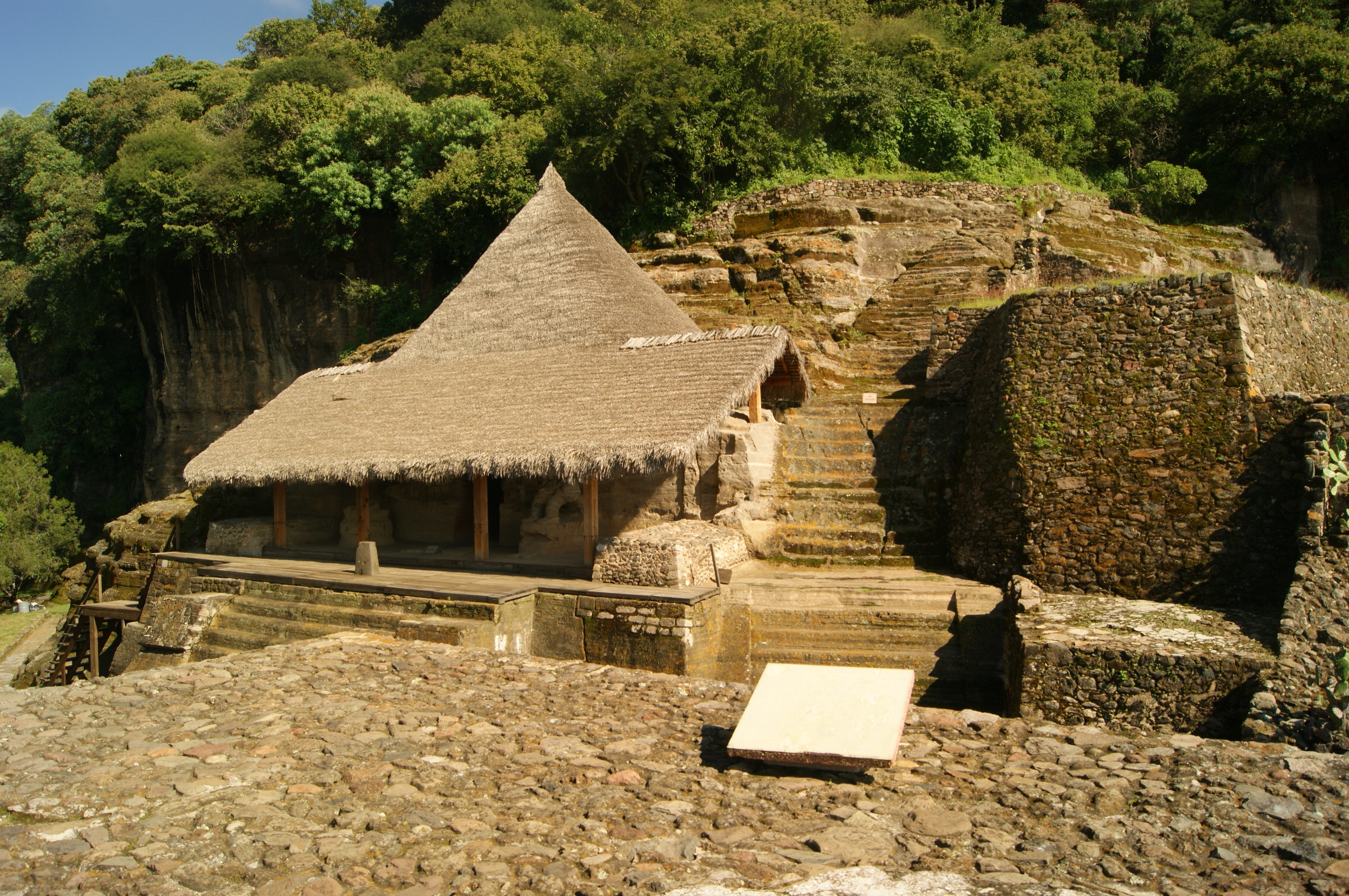
Esterno del Templo Caucalli, Cerro de los Idolos.

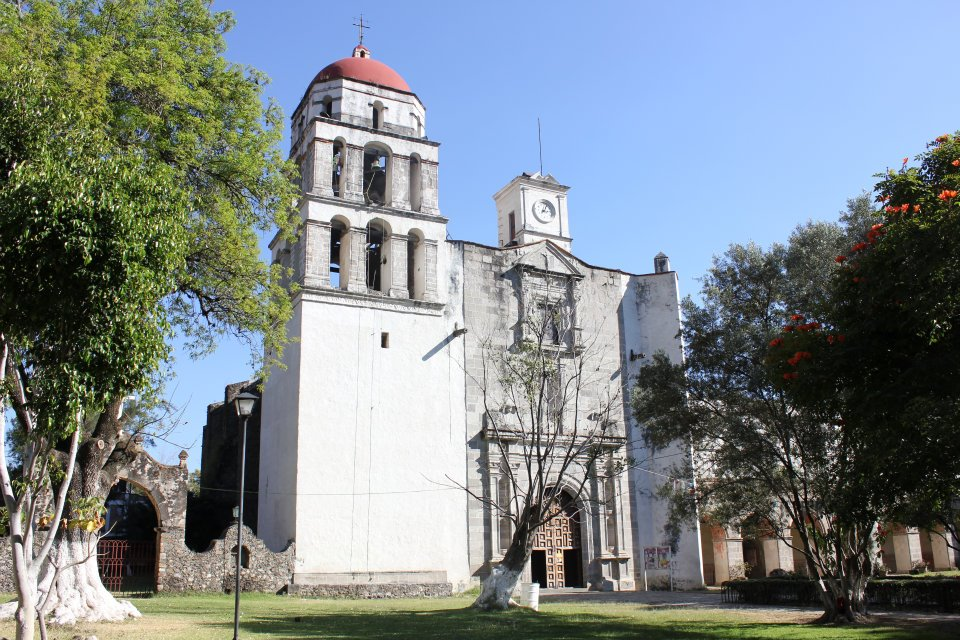
Il monastero del Divino Salvador de Malinalco.

### Siti archeologici
La principale attrazione storica della città è il sito archeologico situato sulla cima del Cerro de los Idolos, ad ovest della città. Il sito venne costruito attorno al 1502 dall'imperatore Mexica Axayacatl. In questo luogo si trovano una coppia di edifici. Cuauhtinchan o Casa dei guerrieri tigre e giaguaro è il nome del tempio principale. Questo tempio è scavato nella roccia della montagna, e ne esistono solo cinque esemplari al mondo. In questo luogo venivano addestrati i guerrieri giaguaro e tigre.
Vicino alla città si trovano numerosi siti con pitture rupestri, alcune delle quali vecchie di 2000 anni. Uno dei migliori siti è quello di Las Caritas, ad est della città. Altri due piccoli siti sono quelli di Los Diablitos e El Coyotito Rojo, entrambi a nord.

### Altri luoghi d'interesse
Il museo del dr. Luis Mario Schneider, dell'UAEM, contiene una mostra etnobotanica. Molti artefatti recuperati dai siti archeologici sono raggruppati per scoperta.
Il monastero del Divino Salvador de Malinalco è stato un importante centro religioso preispanico, e lo è ancora oggi. Nel 1533 i seguaci del Dulce Nombre de Jesús fondarono la casa di Malinalco. Nel 1540, in seguito ad un congresso tenuto a San Agustin de México, si decise che il monastero andava costruito a Malinalco a causa della sua importanza preispanica. La costruzione avvenne nel 1543, e da qui partì l'evangelizzazione dell'intera regione. Il convento contiene un grande atrio ed un tempio rettangolare dietro al quale si trova un giardino. Si può ammirare una cappella aperta sulla facciata del convento, usata a volte come "porteria". Nel periodo coloniale gli agostiniani rifondarono il monastero chiamandolo Divine Savior (Divino Salvador), cercando di preservare molti dei glifi in pietra presenti sulle mura dell'originale edificio azteco.

## Gastronomia
La specialità culinaria di Malinalco sono la trota, il tamal, il pane al forno, il gelato, il mescal, il caffè, il pozole, il pambazo, il chorizo, l'obispo e la frutta tropicale.

## Galleria d'immagini

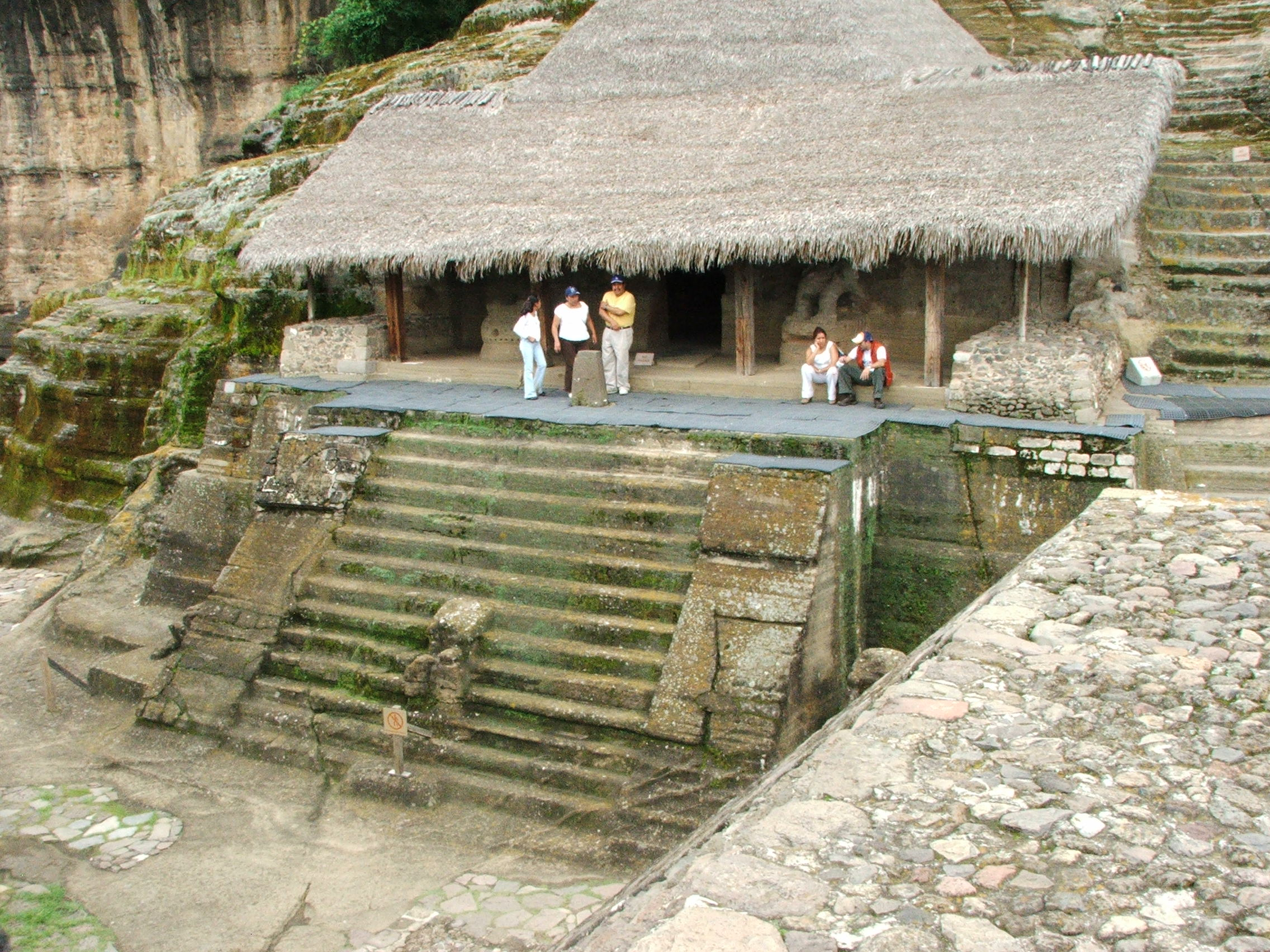
Templo d'Aquile
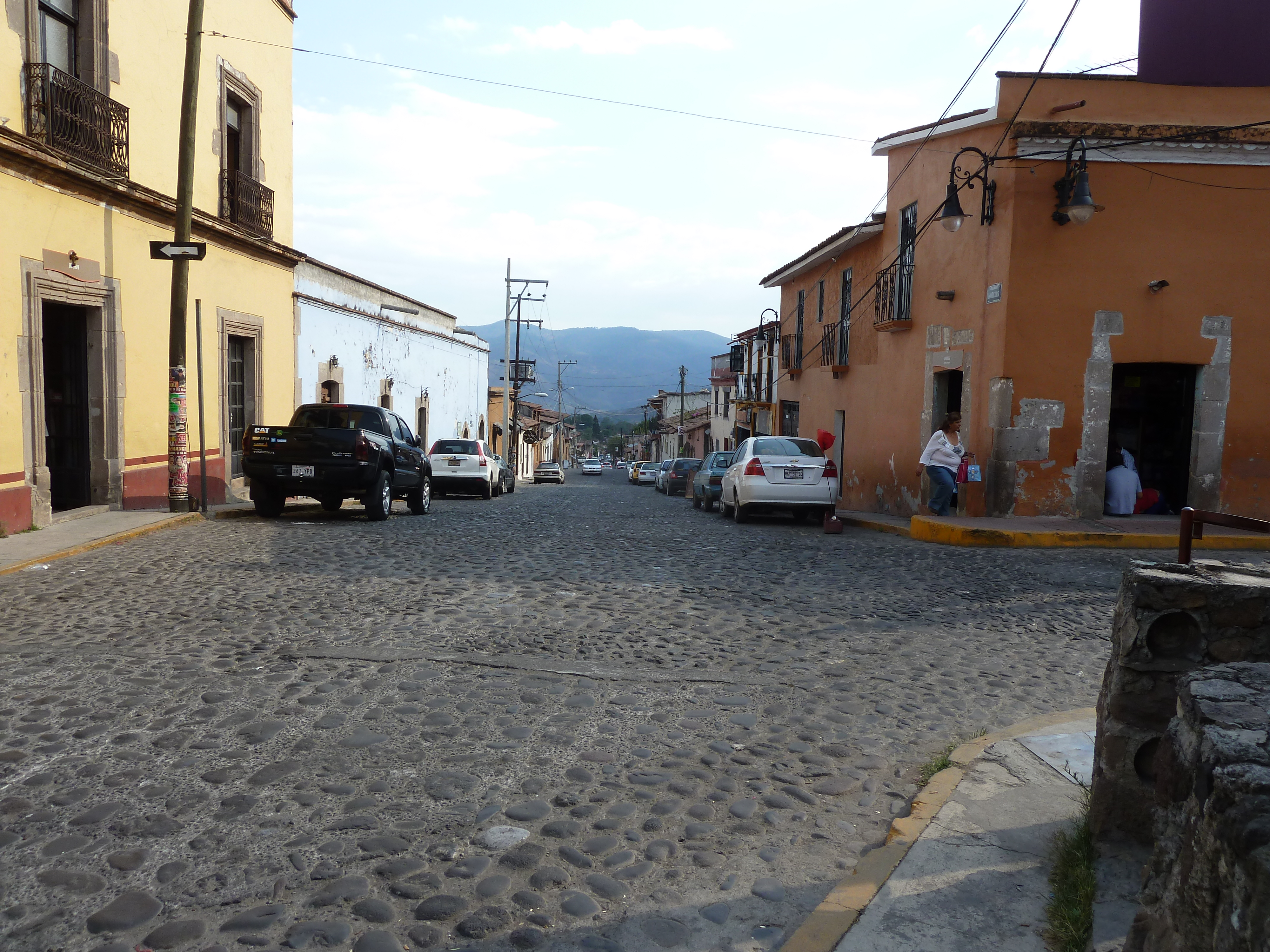
Centro historico
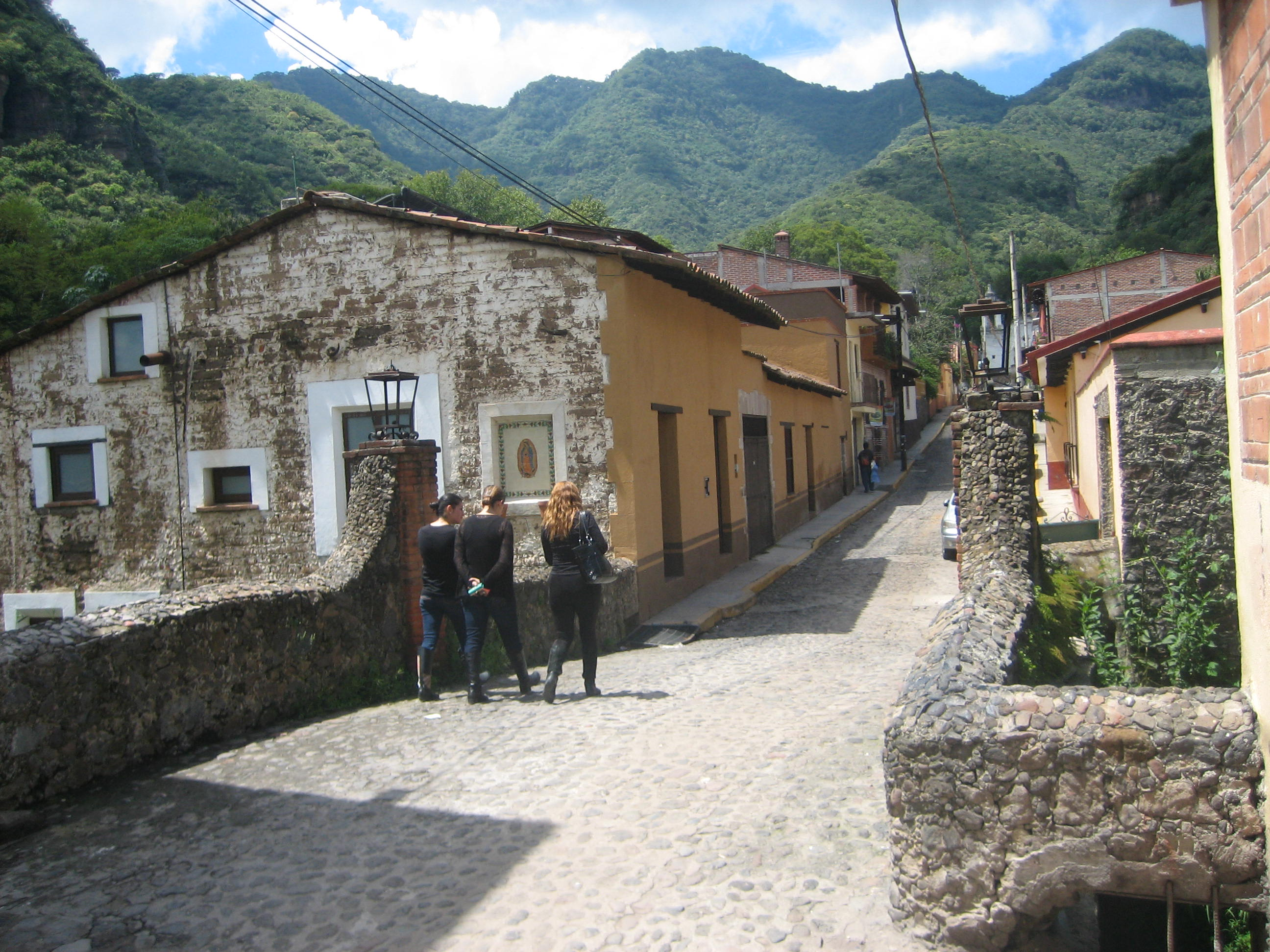
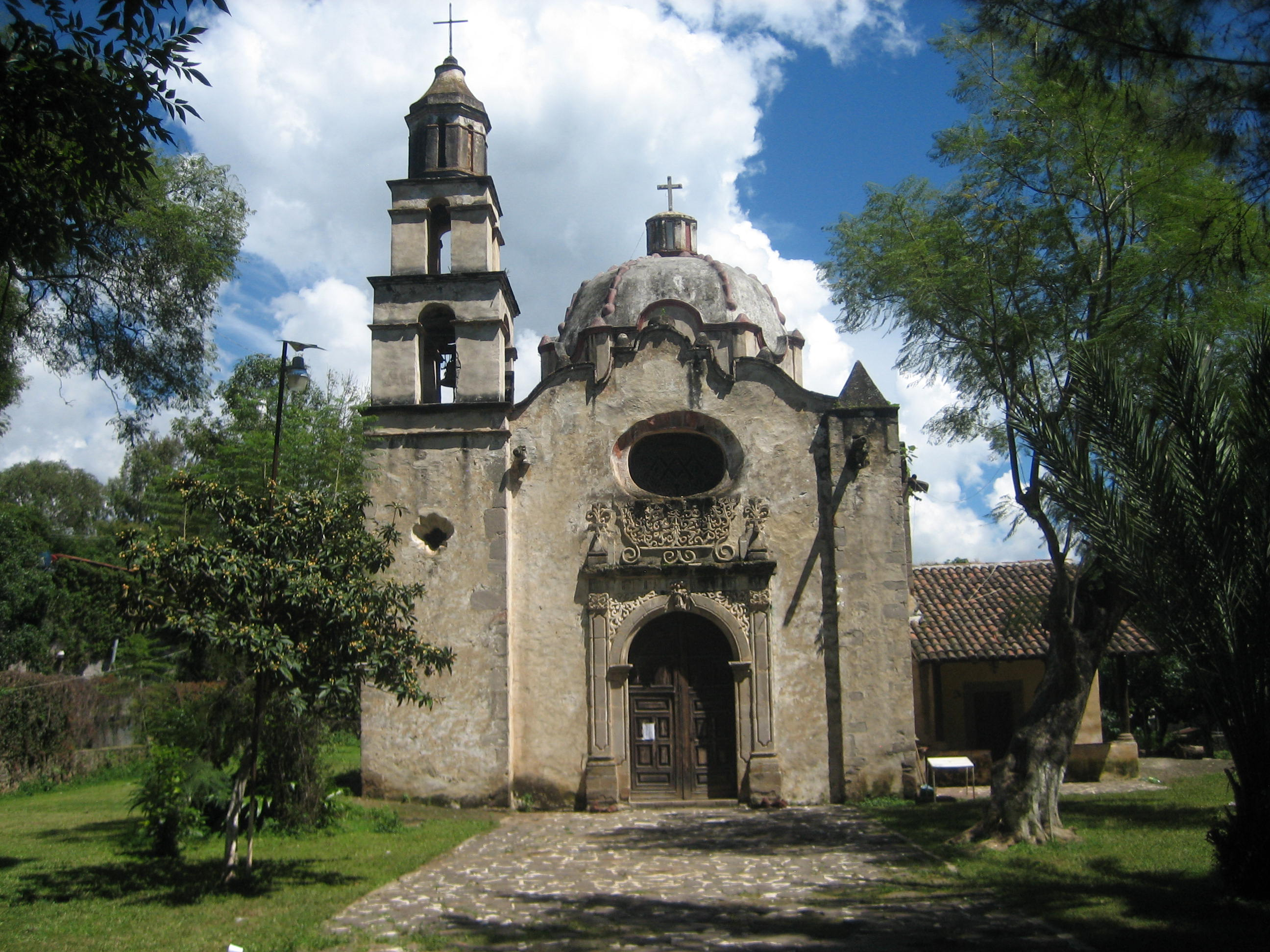
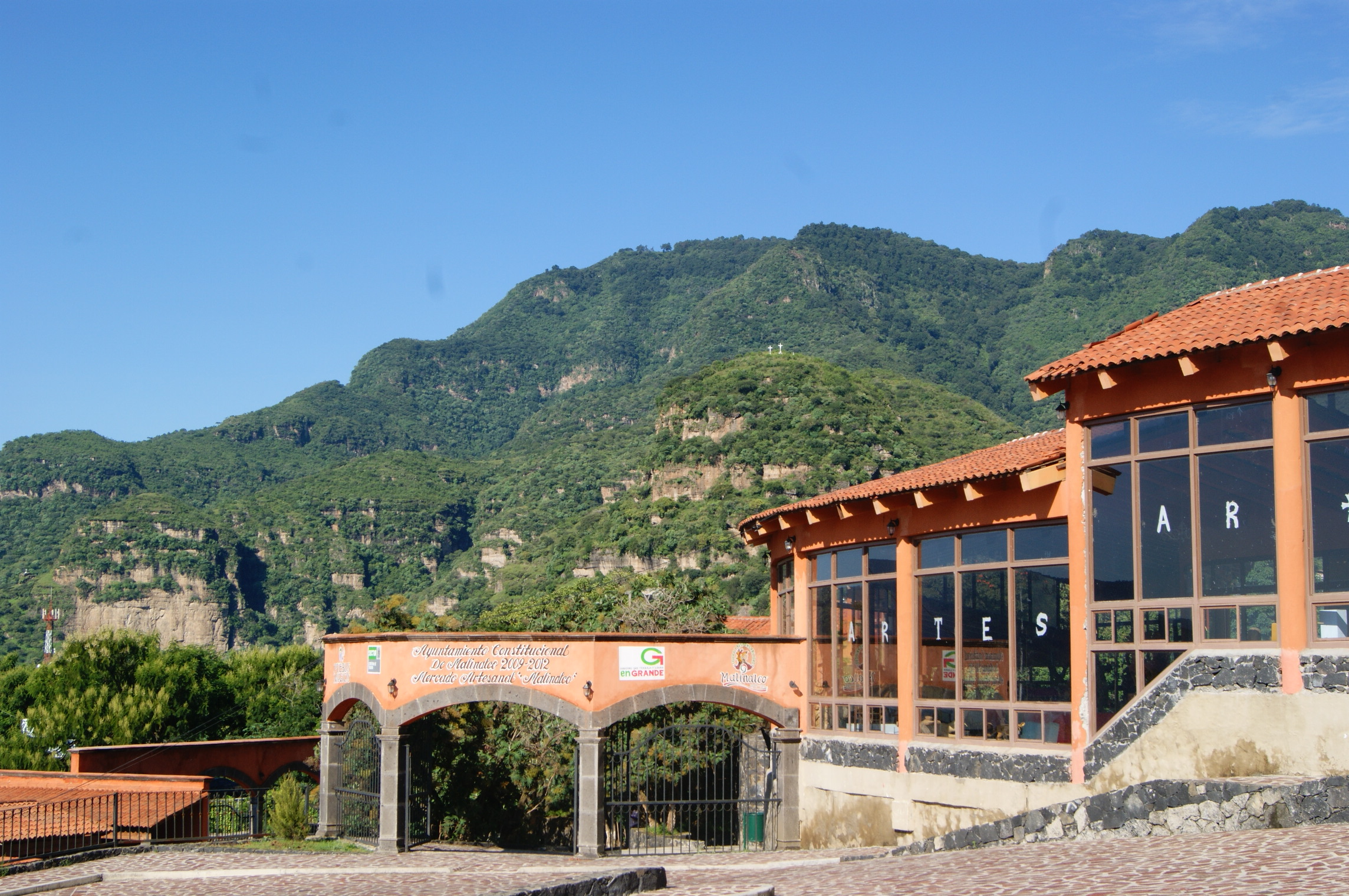